# Zewnętrzne Karpaty Wschodnie

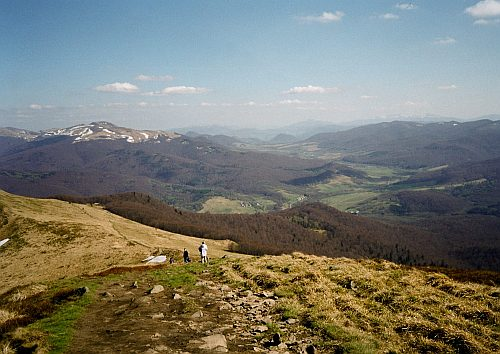
Bieszczady

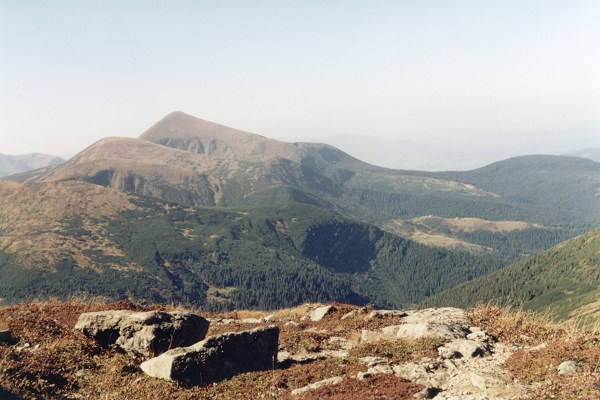
Czarnohora

Zewnętrzne Karpaty Wschodnie (522, 524–526) – wschodnia część zewnętrznego łuku Karpat fliszowych, położona na terenie Polski, Słowacji, Ukrainy i Rumunii. Najwyższym szczytem jest Howerla (2061 m n.p.m.) w Czarnohorze. Wyższe partie gór w plejstocenie uległy lokalnemu zlodowaceniu.
Zewnętrzne Karpaty Wschodnie są przedłużeniem Zewnętrznych Karpat Zachodnich. Jedną z różnic między tymi częściami łuku Karpat jest to, że we wschodniej części brak zrównanego pogórza – jego przedłużeniem są Góry Sanocko-Turczańskie, a następnie Beskidy Brzeżne, które zwężają się i zanikają.
W południowo-wschodniej części tej jednostki ruchy górotwórcze objęły też podkarpackie serie młodszych (neogeńskich) skał. Tak powstałe góry określa się mianem Subkarpat i podobną jednostkę wyróżnia się w Karpatach Południowych.

## Podział Zewnętrznych Karpat Wschodnich
- 521 Podkarpacie Wschodnie
  - 521.1 Płaskowyż Sańsko-Dniestrzański
- 522 Beskidy Wschodnie
  - 522.1 Beskidy Lesiste
  - 522.2 Beskidy Połonińskie
- 524-525 Karpaty Mołdawsko-Munteńskie
  - 524.1 Obcinele Bukowińskie
  - 524.2 Stânișoara
  - 524.3 Țarcău
  - 524.4 Dolina Trotuszu i Kotlina Darmanești
  - 524.5 Góry Czukaskie
  - 524.6 Góry Oituz
  - 525.1 Góry Vrancei
  - 525.2 Góry Buzău
  - 525.3 Góry Gârbova
- 526 Subkarpaty Wschodnie
  - 526.1 Subkarpaty Mołdawskie
  - 526.2 Subkarpaty Munteńskie